# 失讀症
失讀症（閱讀障礙、英語：Dyslexia、reading disorder、alexia）是在智力正常的狀況下，對於閱讀和書寫文字具有困難的症狀。症狀的嚴重程度因人而異。其他的症狀包括難以拼出單字，難以快速朗讀字詞、無法專注閱讀、難以連續書寫、無法說出腦中的字彙，或是無法理解閱讀的內容。這些症狀最先往往在學校時發現。這些讀寫上的困難，不是失讀症者自己可以控制的，失讀症者對於學習也是有所渴望。
一般認為，讀寫困難可能肇因於先天遺傳因素與後天環境因素。有些則看似與家族病史相關。確診為注意力不足過動症的人，通常也較容易發生讀寫障礙，且也常同時出現算術障礙。如果成人開始出現相關症狀，也許是腦部創傷、中風或失智症所導致。相關的病理機制與大腦處理語言的過程有關。診斷過程包括了失讀症者的記憶、拼字能力、視力和閱讀技巧等。診斷的過程中需先排除因為未受閱讀教育或閱讀教育品質不良所導致的閱讀困難，或是失讀症者可能具有的視聽障礙。
中文阅读障碍必须考虑所使用的文字类型（拼音或汉字）。在阅读汉字和拼音文字时，一个共同的大脑网络，包括下额叶、中颞叶和下颞叶、下顶叶和上顶叶以及外侧区域都被激活。然而，与阅读汉字相比，阅读拼音会导致单语使用者双侧下顶叶皮层、楔前区和颞中前回更大程度的激活。阅读汉字会导致左侧纺锤形回、双侧楔状回、颞叶中后部、右侧额叶下回和双侧额叶上回更大程度的激活。 
学前汉语者对音节结构（分段和超分段语音学）的语音意识应能很好地预测其日后的阅读和写作障碍。 
治療通常是依據失讀症者的需求，調整教學方法。雖然這無法治療造成疾病的原因，但可能可以改善讀寫困難的情況。治療視力對於失讀症者沒有療效。讀寫障礙是最常見的學習障礙，且失讀症者廣布全球。該病主要大約影響3%~7%的人口，但其實有近20%的人口擁有某些程度的症狀。常見確診為失讀症男性，但研究認為讀寫障礙不受性別限制，也不受地緣限制。有些人認為應將失讀症視為學習路徑與常人不同的群體，這對於個體的學習可能同時有利有弊。

## 失讀症類型[來源請求]

### 中文等语素文字上
- 構字困難：能辨認和書寫一個字的各組成部分，卻很難組合它們，以至於構字時會左右上下顛倒，識字時也更吃力。
- 視知覺干擾：難以只看一個方塊，容易把字體的周邊一起混入，導致混亂，也容易弄不清楚自己看到哪一行，而產生跳行閱讀與重覆閱讀。當字體太小、行距太小時，識字會更吃力。

### 英文等表音文字上
- 表層失讀症：病患可以按照語音學的發音來讀詞，但無法閱讀不規則拼寫的詞 。
- 拼音性失讀症：病患可以閱讀曾經認識的詞，但無法閱讀不熟悉的詞，或無法透過語言學發音的詞。
- 直接性失讀症：病患因為腦部損傷導致無法理解詞語，但可以大聲讀出來。

## 如何協助失讀症者
- 採用輔具，例如圖片、字卡、有聲書，或者較高科技的非視覺桌面存取系統，協助他們閱讀以及使用電腦。
- 採用閱讀策略將字與圖像、實物建立連結，以及將造字的邏輯和脈絡引入，提升字的意思，有助於閱讀。
- 採用較大字的字級，和較高的行距，降低視覺干擾。
- 使用尺壓住後排文字，或是用筆將讀完的行首畫點標記，來避免跳行。
- 总体而言，研究表明，音乐训练是帮助读写困难儿童的有效方法。音乐课为阅读障碍儿童提供了多感官学习环境，可以帮助阅读障碍儿童提高语音技能和拼写技能。音乐课作为一种语言支持工具，可用于识字发展的任何阶段和任何年龄，从学前班到高中。音乐课的音乐素材非常丰富，从童谣、民间音乐到流行音乐和艺术音乐，应有尽有。此外，中文阅读障碍儿童的节奏模仿能力较差，但听觉音高辨别能力却不差。中文是一种有节奏的语言，中文的分词决定了句子的重音，而重音和非重音的结合又极大地影响了中文阅读的节奏，因此，节奏课可以训练中文阅读障碍儿童的阅读能力，音乐可以帮助阅读障碍儿童协调地集中听觉和运动计时技能，从而理解和遵循语言的节奏。

## 延伸閱讀
- 柯華葳 編：《中文閱讀障礙》. 台北市：心理出版社. 2010年.
- Agnew, Susie; Stewart, Jackie; Redgrave, Steve. . Andrews UK Limited. 2014  [2016-05-07]. ISBN 978-1-78333-250-2. （原始内容存档于2017-01-09）.
- Alan Beaton. . Psychology Press. 2004  [2016-05-07]. ISBN 978-1-135-42275-2. （原始内容存档于2017-01-09）.
- Julian G. Elliott; Elena L. Grigorenko. . Cambridge University Press. 2014  [2016-05-07]. ISBN 978-0-521-11986-3. （原始内容存档于2017-01-09）.
- Andrew W. Ellis. . Psychology Press. 2014  [2016-05-07]. ISBN 978-1-317-71630-3. （原始内容存档于2017-01-09）.
- Gavin Reid.  3. A&C Black. 2011  [2016-05-07]. ISBN 978-1-4411-6585-5. （原始内容存档于2017-01-09）.
- Gavin Reid; Angela Fawcett. . John Wiley & Sons. 2008  [2016-05-07]. ISBN 978-0-470-77801-2. （原始内容存档于2017-01-09）.
- Thomas Richard Miles. . Wiley. 2006  [2016-05-07]. ISBN 978-0-470-02747-9. （原始内容存档于2017-01-09）.
- Mark Selikowitz. . Oxford University Press. 2012  [2016-05-07]. ISBN 978-0-19-969177-7. （原始内容存档于2017-01-09）.
- Michael Thomson. . John Wiley & Sons. 2009  [2016-05-07]. ISBN 978-0-470-74197-9. （原始内容存档于2021-08-28）.
- Ramus, F; Altarelli, I; Jednoróg, K; Zhao, J; di Covella, LS. . Neuroscience and Biobehavioral Reviews. 7 August 2017, 84: 434–452  [31 August 2017]. ISSN 1873-7528. PMID 28797557. doi:10.1016/j.neubiorev.2017.08.001. （原始内容存档于2018-03-29）.This article is published ahead of print
- Thomas Richard Miles. . Wiley. 4 August 2006  [2016-05-07]. ISBN 978-0-470-02747-9. （原始内容存档于2017-01-09）.
- Julian G. Elliott; Elena L. Grigorenko. . Cambridge University Press. 24 March 2014  [2016-05-07]. ISBN 978-0-521-11986-3. （原始内容存档于2017-01-09）.
- Agnew, Susie; Stewart, Jackie; Redgrave, Steve. . Andrews UK Limited. 8 October 2014  [2016-05-07]. ISBN 978-1-78333-250-2. （原始内容存档于2017-01-09）.
- Norton, Elizabeth S.; Beach, Sara D.; Gabrieli, John D. E. . Current Opinion in Neurobiology. 1 February 2015, 30: 73–78. ISSN 1873-6882. PMC 4293303 . PMID 25290881. doi:10.1016/j.conb.2014.09.007. hdl:1721.1/102416.
- Serrallach, Bettina; Groß, Christine; Bernhofs, Valdis; Engelmann, Dorte; Benner, Jan; Gündert, Nadine; Blatow, Maria; Wengenroth, Martina; Seitz, Angelika; Brunner, Monika; Seither, Stefan; Parncutt, Richard; Schneider, Peter; Seither-Preisler, Annemarie. . Frontiers in Neuroscience. 15 July 2016, 10: 324. ISSN 1662-4548. PMC 4945653 . PMID 27471442. doi:10.3389/fnins.2016.00324.
- Shao, Shanshan; Niu, Yanfeng; Zhang, Xiaohui; Kong, Rui; Wang, Jia; Liu, Lingfei; Luo, Xiu; Zhang, Jiajia; Song, Ranran. . Scientific Reports. 28 July 2016, 6: 30454. Bibcode:2016NatSR...630454S. ISSN 2045-2322. PMC 4964335 . PMID 27464509. doi:10.1038/srep30454.
- Brewer, Carmen C.; Zalewski, Christopher K.; King, Kelly A.; Zobay, Oliver; Riley, Alison; Ferguson, Melanie A.; Bird, Jonathan E.; McCabe, Margaret M.; Hood, Linda J.; Drayna, Dennis; Griffith, Andrew J.; Morell, Robert J.; Friedman, Thomas B.; Moore, David R. . European Journal of Human Genetics. 11 October 2016, 24 (8): 1137–1144. ISSN 1018-4813. PMC 4872837 . PMID 26883091. doi:10.1038/ejhg.2015.277.
- Mascheretti, S.; De Luca, A.; Trezzi, V.; Peruzzo, D.; Nordio, A.; Marino, C.; Arrigoni, F. . Translational Psychiatry. 3 January 2017, 7 (1): e987  [8 January 2017]. PMID 28045463. doi:10.1038/tp.2016.240. （原始内容存档于2017-07-13） （英语）.
- Fraga González, Gorka; Žarić, Gojko; Tijms, Jurgen; Bonte, Milene; van der Molen, Maurits W. . Brain Sciences. 18 January 2017, 7 (1): 10. PMC 5297299 . PMID 28106790. doi:10.3390/brainsci7010010.
- Rudov, A; Rocchi, MB; Accorsi, A; Spada, G; Procopio, AD; Olivieri, F; Rippo, MR; Albertini, MC. . Epigenetics. October 2013, 8 (10): 1023–9. ISSN 1559-2308. PMC 3891682 . PMID 23949389. doi:10.4161/epi.26026.
- Vágvölgyi, R; Coldea, A; Dresler, T; Schrader, J; Nuerk, HC. . Frontiers in Psychology. 2016, 7: 1617. PMC 5102880 . PMID 27891100. doi:10.3389/fpsyg.2016.01617.

## 外部連結
- Dyslexia International - Tools and Technologies (DITT)
- What Is Dyslexia?（页面存档备份，存于）
- LD Resources (a variety of resources for the LD community)（页面存档备份，存于）
- 香港言語及吞嚥治療中心»「發展性閱讀障礙」（页面存档备份，存于）
- 香港特殊學習障礙協會
- 閱讀障礙簡介（页面存档备份，存于） 臺灣師大教育心理與輔導學系 李俊仁